# Lophotis ruficrista
L'otarda crestarossa (Lophotis ruficrista (A. Smith, 1836)) è un uccello della famiglia degli Otididi diffuso da Angola e Namibia fino a Mozambico, Swaziland e Sudafrica.

## Descrizione

### Dimensioni
Misura 50 cm di lunghezza, per un peso di 680 g.

### Aspetto
Alcuni autori considerano l'otarda crestafulva, l'otarda di Savile e l'otarda crestarossa come tre sottospecie della stessa specie. Altri vi vedono invece tre specie distinte per le loro caratteristiche anatomiche, le loro parate nuziali e i loro canti differenti.
Il maschio dell'otarda crestarossa ha una testa grigia con una larga fascia nera sulla sommità del cranio e una zona di piume rossastre sulla nuca che hanno valso alla specie il suo nome comune. Il becco è breve e grigio. Le parti superiori dell'adulto sono di colore marrone chiaro macchiato di nero e di beige. Il collo è grigio-beige, il petto bianco, il ventre e il sottocoda marrone scuro. Le zampe sono grigio-giallastre e terminano con tre dita spesse ma prive di pollice, come quelle di tutte le otarde.
La femmina ha una testa più marrone, una cresta più piccola e una larga fascia bianca attraverso la parte bassa del petto.
Il dimorfismo sessuale raggiunge il massimo durante il periodo nuziale, ed è principalmente limitato al colore del piumaggio.
Gli immaturi assomigliano alle femmine.

### Voce
Durante la parata nuziale questi uccelli cantano in duetto con un rapido wuk-wuk-wuk-wuk che aumenta di volume e frequenza fino a diventare un wuka-wuka-wuka-wuka.
Il suo canto territoriale è una serie di tic-tic-tic-tic rapidi che si trasformano in un fischio acuto e penetrante phee-phee-phee-phee. Tra le otarde, quella crestarossa è una delle poche, assieme a quelle crestafulva e di Savile, a emettere dei fischi.

## Biologia
In generale questa specie viene avvistata, tra i cespugli in cui è solita vivere, da sola o in coppia. Altre volte, comunque, è possibile osservarla anche in gruppi molto numerosi.
La parata nuziale è molto spettacolare. I maschi iniziano lanciando delle canzoni, per poi proseguire sollevandosi in un rapido volo verticale di una ventina di metri. Giunti al termine della loro ascesa, inclinano il corpo all'indietro, con le zampe in avanti, e si lasciano cadere giù con le ali sollevate verso l'alto. In qualche raro caso è capitato che il maschio, in pieno stato di eccitazione, si sia schiantato al suolo. La parata aerea viene effettuata generalmente per attirare una femmina, ma sembra che i maschi utilizzino questa dimostrazione anche per delimitare il loro territorio e per allontanare gli altri pretendenti. Quando un maschio riesce ad attirare una femmina, le piume del suo vertice si sollevano a formare una cresta e quelle della gola e del collo si gonfiano. Dopo l'accoppiamento, il maschio se ne va e ricomincia un'altra parata nella speranza di attirare un'altra femmina.
L'otarda crestarossa non ha ghiandole uropigiali ed è pertanto costretta a fare bagni di polvere per la sua toeletta. Essa è uno dei pochi uccelli che bevono aspirando il liquido, diversamente da quanto fa la maggior parte degli altri uccelli, che raccolgono sorsi d'acqua con il becco.
Sebbene si sposti in funzione delle precipitazioni e delle risorse alimentari, non può essere classificata come un vero uccello migratore.

### Volo
L'otarda crestarossa è in grado di volare, ma preferisce rimanere a terra. Vola solo in caso di emergenza.

### Alimentazione
L'otarda crestarossa è onnivora. Mostra una netta preferenza per frutti, bacche e semi. Di solito cerca sul terreno il cibo di cui si nutre. Anche gli insetti costituiscono una parte consistente della sua dieta, soprattutto durante il periodo di allevamento dei giovani. Mangia, tra gli altri, coleotteri e loro larve, cavallette, formiche e millepiedi. Questi invertebrati vengono generalmente afferrati in volo. Occasionalmente cattura piccoli vertebrati come coniglietti e vari piccoli roditori. Afferra questi piccoli mammiferi sul terreno e li uccide con l'aiuto degli artigli prima di mangiarli.

### Riproduzione
Sembra che questa specie raggiunga la maturità sessuale tra dieci e dodici mesi, come sembrerebbero confermare le osservazioni compiute su una femmina in cattività. La stagione degli amori non è ben definita, ma ha luogo molto probabilmente tra settembre e dicembre con variazioni a seconda della latitudine.
L'otarda crestarossa costruisce il nido sul terreno, preferibilmente al riparo di un ciuffo d'erba o di un cespuglio, che proteggerà i pulcini dai predatori. Sfrutta a tale scopo un leggero incavo che riveste sommariamente di paglia e di foglie. La covata comprende generalmente due uova di colore da oliva-marrone a rosa-beige con macchie marrone scuro. Il periodo di incubazione dura da 19 a 21 giorni. I pulcini, molto precoci, sono in grado di lasciare il nido nel giro di pochi giorni dalla schiusa per seguire la madre. L'emancipazione sopraggiunge dopo quattro-cinque settimane di allevamento, ma i giovani rimangono con la madre per diversi altri mesi.

## Distribuzione e habitat
L'otarda crestarossa è praticamente endemica delle regioni meridionali dell'Africa. Ama le regioni aride e semiaride che offrono una vegetazione in cui trovare riparo. Vive nelle boscaglie, sia fitte che rade, dove cresce il mopane (Colophospermum mopane), albero molto comune in queste regioni, e resiste giorno e notte a temperature molto elevate.
Il suo areale si estende dall'Angola meridionale e dalla Namibia nord-orientale, attraverso il Botswana, lo Zambia sud-occidentale e lo Zimbabwe, fino al Mozambico meridionale, il Sudafrica settentrionale e lo Swaziland.

## Conservazione
La specie non è considerata globalmente minacciata. Figura nell'Appendice II della Convenzione di Washington ed è considerata «a rischio minimo» (Least Concern) dalla IUCN.